# 綠色保守主義
綠色保守主義（Green conservatism）是保守主義與環保主義的結合。縱觀現代保守主義的歷史，保守派政治家和哲學家都表達了對環境的關注。現代保守主義的哲學創始人，埃德蒙·伯克在他1790年的著作《對法國大革命的反思》中引用了一句話：「地球，善良和所有人平等的母親不應該被壟斷以培養任何男人的驕傲和奢侈」。